# Eulasia nitidicollis
Eulasia nitidicollis är en skalbaggsart som beskrevs av Reiche 1862. Eulasia nitidicollis ingår i släktet Eulasia och familjen Glaphyridae. Inga underarter finns listade i Catalogue of Life.